# Заслуженный журналист Российской Федерации
«Заслуженный журналист Российской Федерации» — почётное звание, входящее в систему государственных наград Российской Федерации.

## Основания для присвоения
Почётное звание «Заслуженный журналист Российской Федерации» присваивается журналистам и редакторам средств массовой информации за личные заслуги:
- в повышении в обществе авторитета отечественной журналистики;
- в формировании у граждан социальной ответственности и гражданской позиции;
- в объективном освещении событий общественной, политической, культурной жизни Российской Федерации и других стран, проблем внутренней и внешней политики, международных вопросов;
- в сохранении и развитии традиционных для народов России духовно-нравственных ценностей;
- в создании авторского стиля в журналистике;
- в сохранении и популяризации культурного и исторического наследия России, а также в сохранении, развитии и популяризации русского языка и языков народов Российской Федерации;
- в подготовке квалифицированных кадров для российских средств массовой информации.

Почётное звание «Заслуженный журналист Российской Федерации» присваивается, как правило, не ранее чем через 20 лет в календарном исчислении с начала осуществления профессиональной деятельности и при наличии у представленного к награде лица отраслевых наград (поощрений) федеральных органов государственной власти или органов государственной власти субъектов Российской Федерации.

## Порядок присвоения
Почётные звания Российской Федерации присваиваются указами Президента Российской Федерации на основании представлений, внесённых ему по результатам рассмотрения ходатайства о награждении и предложения Комиссии при Президенте Российской Федерации по государственным наградам.

## История звания
Почётное звание «Заслуженный журналист Российской Федерации» установлено Указом Президента Российской Федерации от 19 июля 2018 года № 437 «О некоторых вопросах государственной наградной системы Российской Федерации».

## Нагрудный знак
Нагрудный знак имеет единую для почётных званий Российской Федерации форму и изготавливается из серебра высотой 40 мм и шириной 30 мм. Он имеет форму овального венка, образуемого лавровой и дубовой ветвями. Перекрещенные внизу концы ветвей перевязаны бантом. На верхней части венка располагается Государственный герб Российской Федерации. На лицевой стороне, в центральной части, на венок наложен картуш с надписью — наименованием почётного звания.